# 高旻寺
高旻寺，位于江苏省扬州市邗江区西南，古运河和仪扬河汇合处，汉族地区佛教全国重点寺院之一。

## 简介
高旻寺始建于隋朝，清顺治八年（1651年）建天中塔，塔旁建庙，称“塔庙”。康熙帝南巡驻寺内，曾登寺内天中塔，赐书额“高旻寺”，并御制《高旻寺碑记》。康熙四十二年（1703年），在高旻寺西修建“塔湾行宫”。近代住持高旻寺的高僧有月朗和来果法师等。
江南人稱：「金山腿子高旻香，海潮只是哩啦腔。」